# Wood River (Nushagak River)
Der Wood River ist ein 34 Kilometer langer rechter Nebenfluss des Nushagak River im US-Bundesstaat Alaska.

## Verlauf
Er bildet den Abfluss des Lake Aleknagik an dessen südöstlichen Ende. Die Wood River Bridge überspannt den Fluss auf seinen ersten Metern. Der Wood River fließt in südsüdöstlicher Richtung und bildet dabei mehrere Flussschlingen aus. Er mündet mündet schließlich unmittelbar oberhalb von Dillingham in den Nushagak River. Dieser verbreitert sich kurz darauf und geht in dei Nushagak Bay über, eine Bucht der Bristol Bay. 

## Hydrologie
Der Wood River entwässert ein Areal von etwa 3485 km². Der Fluss weist einen Höhenunterschied von 11 m auf. Der mittlere Abfluss (MQ) am Ausfluss aus dem Lake Aleknagik beträgt 136 m³/s. Im Juni und Juli, während der Schneeschmelze, treten die höchsten monatlichen Abflüsse auf.

## Name
Die Bezeichnung der Ureinwohner Alaskas für den Fluss wurde erstmals 1826 von Leutnant Sarichew von der kaiserlich russischen Marine als „Alyagnagik“ dokumentiert. 1852 bezog sich Michail Tebenkow mit „Aleknagek“ vermutlich auf die gleiche Bezeichnung.
Der Wood River ist neben dem Tikchik Lake namensgebend für den Wood-Tikchik State Park.